# 1546년

## 연호
- 명(明) 가정(嘉靖) 25년
- 일본(日本) 덴분(天文) 15년
- 후 레 왕조(後黎朝) 응우옌호아(元和) 14년
- 막 왕조(莫朝) 꽝호아(廣和) 6년

## 기년
- 류큐(琉球) 쇼세이왕(尚清王) 20년
- 명(明) 세종 가정제(世宗 嘉靖帝) 25년
- 조선(朝鮮) 명종(明宗) 원년
- 후 레 왕조(後黎朝) 장종(莊宗) 14년
- 막 왕조(莫朝) 헌종(憲宗) 6년

## 사건
- 5월 19일 - 일본 센고쿠 시대 가와고에 성 전투에서 후 호조씨가 우에스기씨 연합군을 격파.

## 탄생
- 6월 16일 - 조선 중기의 왕족 하릉군. (~1592년)
- 7월 4일 - 오스만 제국의 제12대 술탄 무라트 3세. (~1595년)
- 10월 23일 - 조선의 무장 신립. (~1592년)
- 12월 14일 - 덴마크의 천문학자 튀코 브라헤. (~1601년)
- 12월 22일 - 일본 센고쿠 시대의 무장 구로다 요시타카. (~1604년)

### 미상
- 일본 센고쿠 시대의 무장 다케다 가쓰요리. (~1582년)

## 사망
- 2월 18일 - 독일의 종교개혁가 마르틴 루터. (1483년~)